# Chmielne
Chmielne – część wsi Piszczac Pierwszy w Polsce położona w województwie lubelskim, w powiecie bialskim, w gminie Piszczac.
W latach 1975–1998 Chmielne należało administracyjnie do województwa bialskopodlaskiego. 1 stycznia 2014 roku miejscowość została przyłączona do wsi Piszczac Pierwszy.